# Coll del Bes
El Coll del Bes és una collada de 794,3 metres d'altitud, dins el terme municipal de Sales de Llierca, a la Garrotxa.
Està situat a llevant del Coll de Jou i a ponent del Collet de Santa Maria, a l'antiga parròquia de Sant Miquel de Monteia. Es troba al nord-est de la Calma, a la dreta del Riu Borró, o riera de Borró.